# Elektronické mýtné na Slovensku
Elektronické mýtné na Slovensku bylo pro vozidla s celkovou hmotností nad 3,5 tuny zavedeno od 1. ledna 2010. Zavedení mýta provázely protesty autodopravců, kteří odmítali mýto bez snížení silniční daně, či daně na pohonné hmoty. Tyto protesty nakonec vedly slovenskou vládu k odložení placení mýtného na silnicích první třídy, to ale dopravce neodradilo od přípravy dalších protestů. Na počátku února tak došlo k blokádám některých komunikací. Protesty nakonec byly zastaveny kvůli obavám ze střetu s policií. Mýto se na silnicích první třídy nakonec začalo platit od 1. března.
Slovenská republika má dnes zbudovaný mýtný systém na 17 611 km dálnic a silnic, z nichž ale většina je zpoplatněna nulovým tarifem, kde se nevybírá mýtné, ale pouze se sleduje, kudy vozidla jezdí. Na počátku roku 2014 tak bylo na Slovensku zpoplatněno nenulovou sazbou 2 681 km dálnic a silnic, z toho silnice první třídy tvořily 73 % zpoplatněné sítě. 15 400 km je zpoplatněno nulovou sazbou, což znamená, že pro Slovenskou republiku aktuálně negenerují žádný výnos z výběru mýta. Bylo plánováno rozšířit mýto ještě na 980 km obchvatů a průjezdů městy, po protestech autodopravců se od toho ale odstoupilo. Vlastníkem mýtného systému je Slovenská republika, systém pro stát spravuje Národná diaľničná spoločnosť (NDS), jeho provozovatelem pak firma SkyToll.
Od svého zavedení do konce roku 2013 mýto vyneslo 610 mil. eur (cca 17 mld. Kč). Z této částky padlo podle zprávy NKÚ SR 74 % na vybudování a provoz mýtného systému. Spolu s předpokládanými výnosy za rok 2014, které by měly činit 183,33 mil. eur, by se celkový výnos mýta za pět let fungování měl dostat na 792,36 mil. eur (cca 22 mld. Kč).
V roce 2015 obdržela společnost SkyToll ocenění Global Road Achievement Award od Mezinárodní silniční federace (International Road Federation) za mimořádný příspěvek k rozvoji silniční dopravy.

## Výběrové řízení
Do tendru na vybudování a provoz mýtného systému, vypsaného v září 2007, který trval více než rok, se původně přihlásilo osm konsorcií. V soutěži později pokračovala jen polovina z nich – konsorcium Slovakpass s cenou 663,9 mil. eur, slovensko-švýcarské sdružení ToSy.sk s cenou 651,3 mil. eur, konsorcium Kapsch s cenou 749,36 6mil. eur a konsorcium SanToll – Ibertax s cenou 852,1 mil. eur. Nakonec byla vybrána nejdražší nabídka konsorcia San Toll – Ibertax, jelikož všichni ostatní uchazeči byli z tendru z různých důvodů vyloučeni.
Převažuje názor, že výběrové řízení v rámci tendru na vybudování mýtného systému bylo neprůhledné a že bylo zmanipulováno tak, aby zakázku získal předem dohodnutý vítěz. Stejně jako tomu bylo v České republice o tři roky dříve.Tři uchazeče, jejichž nabídkové ceny byly nižší, vyřadila Národná diaľničná spoločnosť (NDS) na základě zanedbatelných, nicméně relevantních technických záležitostí. Díky tomu se jediným zbylým uchazečem stalo konsorcium SanToll-Ibertax, které předložilo nejdražší cenovou nabídku. Vyřazení uchazeči podali celkem 13 protestů u antimonopolního úřadu a iniciovali zahájení sedmi soudních sporů u okresního soudu. Všechny žaloby, které neúspěšní uchazeči vznesli, byly postupně slovenskými i mezinárodními soudy rozhodnuty ve prospěch Slovenské republiky, čímž bylo potvrzeno, že vyloučení uchazečů bylo v souladu se slovenskými zákony i s legislativou Evropské unie.
V červnu 2008 slovenská média informovala o tom, že jeden ze členů výběrové komise jmenovaný Národnou diaľničnou spoločnosťou, Raoul Schild, odborník na satelitní a mýtné systémy a bývalý poradce společnosti Siemens, je společně se společností Siemens spoluvlastníkem patentů (přičemž část palubní jednotky pro společnost Siemens navrhl) a pracuje pro společnost Toll Collect.
Ihned poté, co se konsorcium Satways rozhodlo nepředložit nabídku do tendru, se společnost Siemens stala hlavním dodavatelem konsorcia SanToll, tedy vítěze tendru na dodavatele mýtného systému. Společnost Siemens ale popřela, že by se mohlo jednat o střet zájmů.
Raoul Schild byl členem výběrové komise, která byla pověřena vyhodnocením předložených nabídek a která rozhodla o vyřazení ostatních tří konsorcií. Média rovněž informovala, že vedle Raoula Schilda rozhodoval o nabídkách v rámci tendru další člen komise – Luboš Wedochovič ze společnosti LogicaCMG, která podniká v oblasti informačních technologií a poradenství. I Wodochovič je podezříván z klientelismu: společnost LogicaCMG vyhrála v roce 2009 tendr na kontrolu slovenského mýtného systému. Uvedení dva členové výběrové komise svoje napojení na Národnou diaľničnou spoločnosť nepotvrdili, ani nevyvrátili. Národná diaľničná spoločnosť totiž během tendru ani po jeho skončení odmítla identitu členů výběrové komise zveřejnit.
Vzhledem k nejasnostem ohledně postupu při udělování zakázky na vybudování slovenského mýtného systému, se o celou záležitost začala zajímat také Evropská unie. K institucím EU se odvolalo vyřazené konsorcium Slovakpass.
Vítězné konsorcium San Toll – Ibertax podepsalo smlouvu na vybudování a provoz mýtného systému v roce 2009. Následně založilo společnost SkyToll, a to primárně právě za účelem provozování slovenského mýtného systému (Vlastníkem SanToll byla francouzská firma Sanef, která postavila ve Francii část jejich mýtného systému, na kterém také mýto vybírá.).
100% akcionářem firmy SkyToll je společnost Ibertax se sídlem v Bratislavě. Konečným uživatelem výhod společnosti SkyToll, tak jak to definuje slovenský zákon, je český podnikatel Petr Syrovátko. Ve firmě SkyToll CZ působí jako jediný společník dceřiná společnost JT Banky, firma JT IB and Capital Markets. PPF a J&T se prostřednictvím svých bank podílely na financování slovenského mýtného projektu. V orgánech SkyToll na Slovensku i v Česku navíc figuruje Robert Ševela, investiční ředitel PPF. Podle vyjádření PPF hraje Kellnerova skupina ve firmě SkyToll jen roli finančního partnera. Investiční ředitel Ševela se prý do orgánů slovenské mýtné firmy nedostal z vůle PPF, ale firmy SkyToll. .
Na rozdíl od mikrovlnného systému, který např. v ČR nyní provozuje společnost Kapsch, SkyToll využívá na Slovensku od roku 2010 satelity a mobilní sítě. Představitelé této společnosti již několikrát veřejně prohlásili, že mají v budoucnu velký zájem o provozování českého mýta, a že budou daleko levnější než současný provozovatel Kapsch.

## Ziskovost a nákladovost mýtného systému
Jedním z hlavních argumentů pro zavedení mýtného systému kdekoliv na světě je zvýšení vyšší výběr peněz oproti jiným metodám zpoplatnění komunikací. Na Slovensku došlo po zavedení k více než zdvojnásobení vybraných prostředků, stejně tak však došlo k podstatnému zvýšení nákladů na výběr. Za roky 2010–2016 se celkem vybralo 1,17 mld. eur. Náklady na výběr této částky však představovaly skoro tři čtvrtiny vybrané částky.
Efektivita výběru se dle slovenského NKÚ pohybuje kolem 99 %.
Podrobnější statistiky o ziskovosti a nákladovosti mýta na str. 10 a 11 v souhrnné zprávě Národního kontrolního úřadu SR Archivováno 6. 2. 2015 na Wayback Machine..

## Provoz mýtného systému

### Palubní jednotka
Základem mýtného systému je palubní jednotka (OBU – On Board Unit). OBU se zapojuje do vozidla přes cigaretový zapalovač. OBU patří provozovateli systémy a dopravcům jsou propůjčovány po uzavření smlouvy a zaplacení zálohy ve výši 50 eur.
V případě ztráty, krádeže nebo zničení OBU je nutné zaplatit pokutu ve výši 257,2 eur.

### EETS
Evropská služba elektronického mýtného (EETS) je iniciativa EU, jejímž cílem je zjednodušit platbu mýtného pro dopravce v EU. EETS by měla v budoucnu odstranit dnešní nutnost registrovat vozidlo do všech systémů v Evropě a mít ve vozidle palubní jednotky funkční pouze v jedné zemi. Funkci lze přirovnat k mobilnímu roamingu – dopravce získá po uzavření smlouvy s jedním poskytovatelem jednu palubní jednotku, funkční ve všech zemích. Finanční zúčtování proběhne také přes jeho „domácího“poskytovatele a jedno sumární vyúčtování.
Satelitní mýtný systém využívaný ve Slovenské republice je už dnes technologicky připravený i na interoperabilitu s okolními zeměmi, plně v souladu s požadavky budoucí Evropské elektronické mýtné služby založené na principech „jedna smlouva – jedna palubní jednotka – více mýtných systémů“, a díky použité technologii dokáže rychle a flexibilně implementovat i budoucí změny a pravidla Evropské unie v oblasti celoevropské dopravní politiky.

### Stanovení sazeb za mýto
a) Druh komunikace (silnice 1. třídy, které nevedou souběžně s rychlostními komunikacemi, jsou levnější)
b) Emisní třída (čím ekologičtější vozidlo, tím levnější mýto)
c) Počet náprav (čím více, tím vyšší mýto)
d) Typ vozidla (autobusy mají nižší sazby, stát tím podporuje hromadnou dopravu)
Ve srovnání se zeměmi střední Evropy jsou sazby v SR druhé nejvyšší v regionu. Sazby v Rakousku jsou výrazně vyšší, sazby v ČR a Německu o něco nižší a sazby v Polsku jsou výrazně nižší. Platit je možné buď před vjetím na zpoplatnění úsek (režim pre-pay, podobné jako nabytí kreditu na mobilní telefon), případně po užití zpoplatněné komunikace za předpokladu předchozího uzavření smlouvy (režim post-pay).

### Vymáhání plateb za mýto
Kontrola placení je prováděna dvěma způsoby. Byly vybudovány kontrolní mýtné brány, které kontrolují správnost nastavení a přítomnost OBU, v případě nesrovnalostí je vytvořen záznam, který je pak zkontrolován pracovníky mýtného systému. Dále se na zpoplatněných komunikacích pohybují vozy mýtné policie, které také disponují kontrolními přístroji.